# Aboubakr Jamaï
Aboubakr Jamaï (en arabe : أبوبكر الجامعي), est un journaliste d'investigation marocain né en 1968. Il est l'ancien directeur de l’hebdomadaire francophone Le Journal hebdomadaire et son confrère arabophone Assahifa Al Ousbouiya.

## Biographie
Aboubakr est le fils du journaliste et homme politique istiqlalien Khalid Jamaï, le petit-fils du résistant marocain Bouchta Jamai et le neveu du journaliste Jamal Berraoui.
Il est diplômé de l’Institut Supérieur de Commerce et d’Administration des Entreprises de Casablanca.
Il est diplômé de l’Université d’Oxford (MBA, Finance) et de l’Université de Harvard (Master de Gestion Publique à la Harvard Kennedy School).
Il est le cofondateur d'Upline Securities, une société de bourse marocaine. Il débute alors sa carrière dans le domaine financier avant de se reconvertir dans le journalisme, ce qui explique ses choix de publications et d'articles, orientés commerce.

## Carrière de journaliste
Le 17 novembre 1997, Aboubakr Jamaï fonde Le Journal, premier hebdomadaire marocain à adopter un ton très critique à l’égard de la monarchie, de la corruption, de l’armée et des violations des droits de l’homme. En 2000, Le Journal est interdit après la publication d’un dossier impliquant la gauche marocaine et le premier ministre de l’époque dans le coup d’État de 1972 perpétré contre le roi Hassan II. Pour continuer à paraître, Aboubakr Jamaï lance aussitôt la même publication sous un nouveau nom Le Journal hebdomadaire. Assahifa, la version arabophone du titre subit le même sort, elle est relancée sous le nom de Assahifa Al Ousbouiya.
En 2001, Aboubakr Jamaï est condamné pour diffamation envers le ministre marocain des affaires étrangères Mohamed Benaissa à la suite de la publication d'un article accusant ce dernier de corruption. Pour le journaliste marocain, ce procès a été une tentative d’intimidation d’une publication qui osait publier des investigations sans concession.
En 2003, le Comité pour la protection des journalistes attribue le prix international de la liberté de la presse 2003 à Aboubakr Jamaï.
Le 13 avril 2006 Aboubakr Jamaï et l'un de ses confrères, Fahd Iraqi, sont condamnés à payer la somme record de 3 millions de Dhs (290 000 euros environ) pour diffamation envers Claude Moniquet, directeur du Centre européen de recherche, d’analyse et de conseil en matière stratégique (ESISC). Le Journal hebdomadaire a mis en doute l’objectivité du rapport dudit centre à propos du Sahara occidental.
Début janvier 2007, Aboubakr Jamaï dénonce un procès « téléguidé » par les autorités marocaines et se déclare dans l’incapacité de payer les dommages et intérêts punitifs.
Le 18 janvier 2007, Aboubakr Jamaï annonce qu’il est contraint de démissionner du Journal Hebdomadaire et de quitter la publication. Comme il était condamné à titre personnel et dans l’incapacité de payer l’amende, les autorités auraient pu saisir les biens du journal si Monsieur Jamaï s’était maintenu dans ses fonctions. Il est contraint de quitter son pays et de s'exiler.
Une campagne de presse (et de blog) aussi bien nationale qu'internationale, a fait écho à cette démission, soulignant l'inquiétude des observateurs sur la liberté d'expression au Maroc.

## Critiques et controverses
Aboubakr Jamai, ancien journaliste, est aujourd'hui professeur des universités et vit hors du Maroc depuis 13 ans. Il maintient une présence médiatique limitée par le biais de publications telles que Orient XXI et Le Monde Diplomatique. Il a participé à des interviews sur des plateformes , telles que la chaîne YouTube de Said Salmi et Rifision TV, où il discute de divers sujets, y compris de ses expériences passées.
Il est également connu pour ses webinaires dans lesquels il adopte une position critique à l'égard du gouvernement marocain, utilisant un langage caractérisé par une perception négative du régime et de ses pratiques, y compris des accusations de répression, de corruption et de dictature. Parmi ses invités réguliers figurent l'économiste Fouad Abdelmoumni, l'universitaire Maati Munjib et les anciens journalistes Ahmed Reda Benchemsi et Ali Lmrabet. Il convient de noter que des représentants du mouvement islamiste Al Adl Wal Ihssane, associé à des positions extrémistes pro-iraniennes, ont également participé à ces discussions.

## Prix et Décernations
En novembre 2003, il a emporté le Prix International de la liberté de la presse octroyé chaque année par l’organisation américaine de défense la liberté de la presse de référence, le "Comité pour la Protection des Journalistes". Il a été désigné Young Global Leader par le Forum Économique mondial (Davos) en 2005.
En décembre 2010, l’Association mondiale des journaux lui a attribué le prix Gebran Tueni qui récompense un rédacteur en chef ou un éditeur du monde arabe pour son combat en faveur de la liberté de la presse.
En 2008, il devient membre de la fondation Nieman pour le journalisme affiliée à l’Université de Harvard.